# Uwe Schwenker
Uwe Schwenker, nemški rokometaš, * 24. marec 1959.
Leta 1984 je na poletnih olimpijskih igrah v Los Angelesu v sestavi zahodnonemške rokometne reprezentance osvojil srebrno olimpijsko medaljo.